# 저우수이쯔역
저우수이쯔역(중국어: 周水子站)은 1907년년에 건설된 중국 랴오닝성 다롄시 간징쯔구에 위치한 철도역으로 선양 철로국 관할의 2등역으로 지정되어있다. 향후 다롄 지하철 4호선이 본 역을 통과하게 된다.

## 역 구조
1면 2선의 섬식 승강장으로 구성된 지상역이다.
승강장
| 동측(东侧) | 선다 철로 (상행) | 진저우・랴오양・선양・선양베이 방면 |
| 서측(西侧) | 선다 철로 (하행) | 사허커우・다롄 방면                 |
| 서측(西侧) | 뤼순 지선        | 뤼순 방면                           |

## 역세권 정보
역 주변은 주거 건물이 대부분이며, 서쪽에는 다롄 저우수이쯔 국제공항이 위치한다.

## 역사
- 1907년: 영업 개시.

## 인접역
| 중국철로             | 중국철로  | 중국철로             |
| -------------------- | --------- | -------------------- |
| 사허커우역 다롄 방면 | 선다 철로 | 난관링 선양베이 방면 |
| 시·종착역            | 뤼순 지선 | 거전바오역 뤼순 방면 |

## 참고 문헌
이마오 게이스케(今尾恵介)·하라 다케시(原武史) 감독 "일본철도여행지도책 역사편성 만주·사할린" 신초사(新潮社), 2009년 (ISBN : 978-4-10-790033-3)

## 같이 보기
- 남만철로(南满铁路)
- 뤼순 지선(旅顺支线)